# Совершенная игра
Совершенная игра (англ. Perfect game) — бейсбольный термин, определяющий игру, в которой питчер (или питчеры) одерживает победу, проведя на горке не менее девяти иннингов и не пропустив на базу ни одного соперника. Питчер не может допускать хиты и уоки, попадать мячом в баттера или допустить занятие игроком соперника базы любым другим способом. Чтобы отыграть совершенную игру, питчер должен вывести в аут подряд 27 игроков соперника.
За всю историю Главной лиги бейсбола было зафиксировано лишь 23 совершенные игры, в современной истории (начиная с 1901 года) — 21. Последняя совершенная игра была сыграна 16 августа 2012 года, когда питчер «Сиэтл Маринерс» Феликс Эрнандес вывел в аут всех игроков «Тампы Бэй Рейс».
Совершенная игра также является ноу-хиттером и шатаутом. Для совершенной игры требуется слаженная работа всей команды, поскольку ошибки полевых игроков могут испортить питчеру совершенную игру. Сокращённые игры и игры, в которых игрок атаки достиг базы лишь в экстра-иннинге, официально не считаются совершенными. Хотя по правилам совершенная игра может быть сыграна несколькими питчерами, все 23 игры проводил один питчер.

## История
Первое задокументированное употребление термина зафиксировано в 1908 году в газете Chicago Tribune о совершенной игре Эдди Джосса.
Текущее определение «совершенная игра» было дано Лигой в 1991 году, в результате несколько игр, раньше считавшиеся совершенными, но в которых было сыграно менее девяти иннингов, или первый хит был допущен лишь в экстра-иннигах, перестали таковыми быть.
В истории Мировой серии была сыграна одна совершенная игра, 8 октября 1956 года питчером «Нью-Йорк Янкис» Доном Ларсеном.

## Совершенные игры в Главной лиге бейсбола
1. Ли Ричмонд («Ворчестер Руби Легс» против «Кливленд Блюз» (1-0)) — 12 июня 1880
2. Джон Монтгомери Уорд («Провиденс Грейс» против «Буффало Байсонс» (5-0)) — 17 июня 1880
3. Сай Янг («Бостон Американс» против «Филадельфия Атлетикс» (3-0)) — 5 мая 1904
4. Эдди Джосс («Кливленд Нэпс» против «Чикаго Уайт Сокс» (1-0)) — 2 октября 1908
5. Чарли Робертсон («Чикаго Уайт Сокс» против «Детройт Тайгерс» (2-0)) — 30 апреля 1922
6. Дон Ларсен («Нью-Йорк Янкис» против «Бруклин Доджерс» (2-0)) — 8 октября 1956
7. Джим Баннинг («Филадельфия Филлис» против «Нью-Йорк Метс» (6-0)) — 21 июня 1964
8. Сэнди Коуфакс («Лос-Анджелес Доджерс» против «Чикаго Кабс» (1-0)) — 9 сентября 1965
9. Кэтфиш Хантер («Окленд Атлетикс» против «Миннесота Твинс» (4-0)) — 8 мая 1968
10. Лен Баркер («Кливленд Индианс» против «Торонто Блю Джейс» (3-0)) — 15 мая 1981
11. Майк Уитт («Калифорния Энджелс» против «Техас Рейнджерс» (1-0)) — 30 сентября 1984
12. Том Браунинг («Цинциннати Редс» против «Лос-Анджелес Доджерс» (1-0)) — 16 сентября 1988
13. Деннис Мартинес («Монреаль Экспос» против «Лос-Анджелес Доджерс» (2-0)) — 28 июля 1991
14. Кенни Роджерс («Техас Рейнджерс» против «Калифорния Энджелс» (4-0)) — 28 июля 1994
15. Дэвид Уэллс («Нью-Йорк Янкис» против «Миннесота Твинс» (4-0)) — 17 мая 1998
16. Дэвид Коун («Нью-Йорк Янкис» против «Монреаль Экспос» (6-0)) — 18 июля 1999
17. Рэнди Джонсон («Аризона Даймондбэкс» против «Атланта Брэйвз» (2-0)) — 18 мая 2004
18. Марк Бюрле («Чикаго Уайт Сокс» против «Тампа Бэй Рейс» (5-0)) — 23 июля 2009
19. Даллас Брейден («Окленд Атлетикс» против «Тампа Бэй Рейс» (4-0)) — 9 мая 2010
20. Рой Халлидей («Филадельфия Филлис» против «Флорида Мэрлинс» (1-0)) — 29 мая 2010
21. Филипп Хамбер («Чикаго Уайт Сокс» против «Сиэтл Маринерс» (4-0)) — 12 апреля 2012
22. Мэтт Кейн («Сан-Франциско Джайентс» против «Хьюстон Астрос» (10-0)) — 13 июня 2012
23. Феликс Эрнандес («Сиэтл Маринерс» против «Тампа Бэй Рейс» (1-0)) — 16 Августа 2012